# Геология Луны

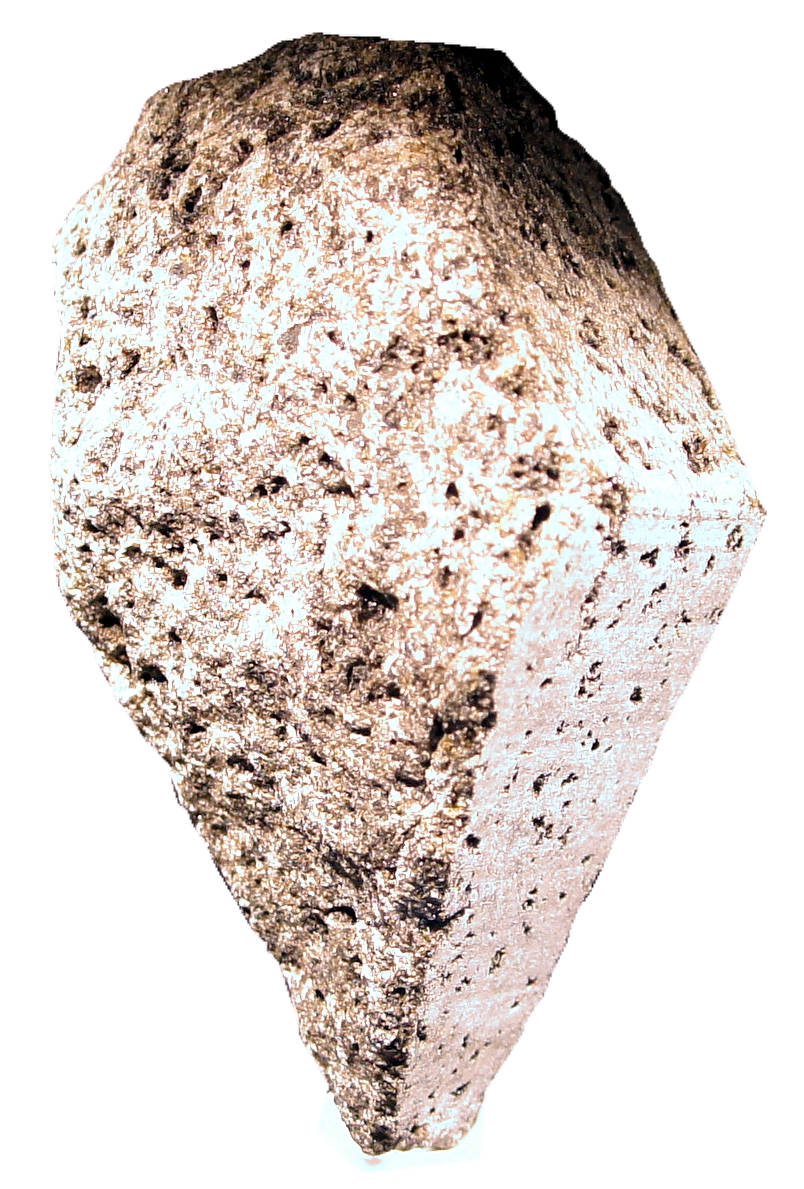
Лунный анортозит.

Геология Луны (селенология) — геология единственного естественного спутника Земли — Луны.

## Ландшафт
- Кратеры Луны
- Горы Луны
- Борозды на Луне
- Лунные долины
- Моря Луны
- Уступы Луны
- Криолитосфера Луны (см. Вода на Луне)

## Пещеры на Луне

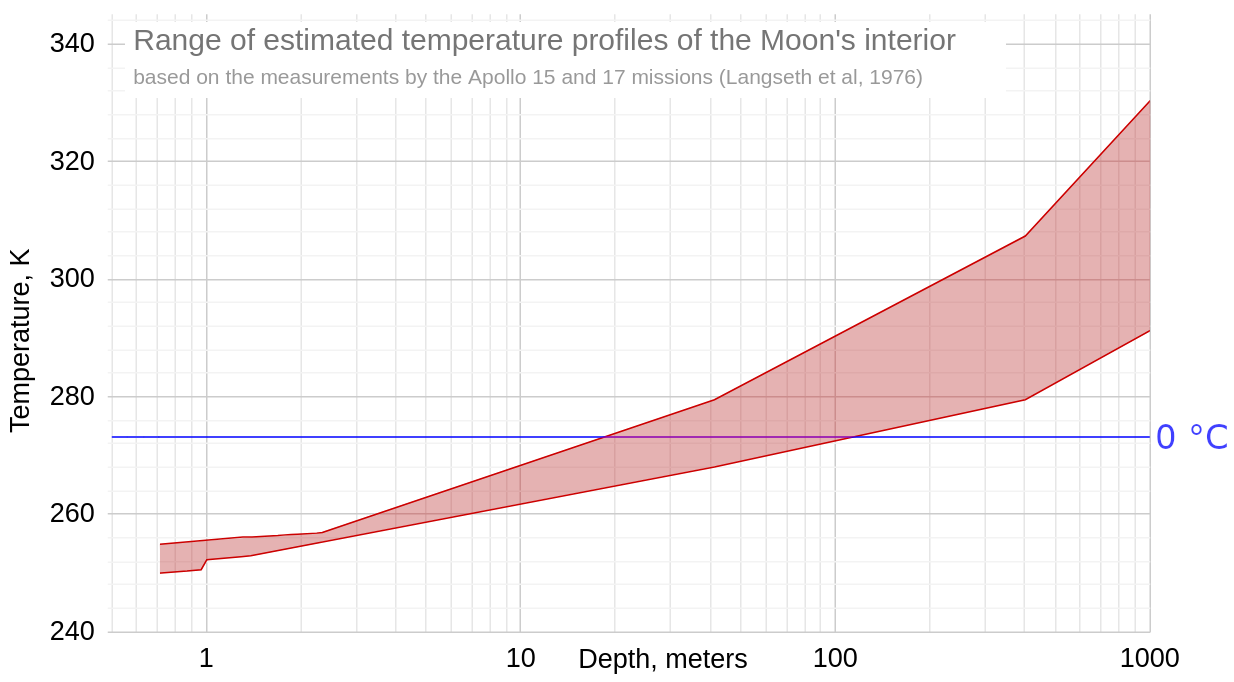
Температура внутри Луны увеличивается с глубиной

Луна имеет на своей поверхности такие довольно редкие геологические образования как пещеры.

## Лунные породы
Лунные породы — твёрдые горные породы плотностью 3,1—3,4 г/см³. По химическому, минералогическому составу и структуре не похожи на земные породы.
В результате первой высадки человека на Луну в ходе миссии «Аполлон-11» (1969) на Землю было доставлено 22 килограмма лунного грунта. Впервые образцы лунного грунта попали в руки специалистов и подверглись обширным минералогическим и петрологическим исследованиям. Это привело к возникновению новой науки — минералогии Луны.
| Лунная Миссия | Масса собранных образцов |
| ------------- | ------------------------ |
| Аполлон-11    | 22 кг                    |
| Аполлон-12    | 34 кг                    |
| Аполлон-14    | 43 кг                    |
| Аполлон-15    | 77 кг                    |
| Аполлон-16    | 95 кг                    |
| Аполлон-17    | 111 кг                   |
| Луна-16       | 101 г                    |
| Луна-20       | 55 г                     |
| Луна-24       | 170 г                    |
| Чанъэ-5       | 1731 г                   |
| Чанъэ-6       | 1935,3 г                 |

Сегодня на Земле хранят образцы лунной породы, собранные за время работы нескольких лунных программ:
- образцы, собранные с 1969 по 1972 годы в ходе шести пилотируемых высадок на Луну «Аполлон-11», «Аполлон-12», «Аполлон-14», «Аполлон-15», «Аполлон-16», «Аполлон-17», осуществленных во время работы американской лунной программы «Аполлон»;
- образцы, собранные с 1970 по 1976 годы автоматическими межпланетными станциями (АМС) «Луна-16», «Луна-20», «Луна-24», запущенными во время работы советской лунной программы «Луна»;
- доставленные китайской АМС «Чанъэ-5» в 2020 году;
- доставленные впервые с обратной стороны Луны АМС «Чанъэ-6» в 2024 году.

Кроме образцов, доставленных людьми и космическими аппаратами непосредственно с Луны, исследуют образцы, попавшие на Землю естественным путём. Выбитые из поверхности Луны падением астероида, а затем упавшие на Землю — лунные метеориты. С 80-х годов было найдено 135 подобных метеоритов, общей массой около 55 кг.

### Лунные горные породы
Выделены три ассоциации магматических лунных горных пород: базальты лунных морей, ANT-породы и KREEP-породы, которые образовывались с донектарского по эратосфенский периоды. После прекращения вулканической активности на Луне образовавшиеся породы разрушаются под действием космических факторов. Начиная с коперниковского периода образуются только осадочные лунные горные породы обломочного происхождения.

#### Базальты лунных морей
Базальты лунных морей образовались в процессе кристаллизации базальтовых лав близко к поверхности. Лунные базальты образовались позднеимбрийскую эпоху имбрийского периода и эратосфенский период 3,1 — 3,9 миллиарда лет. Это самые молодые горные породы, доставленные с Луны. Основными минералами являются пироксены, плагиоклазы, ильменит, оливины.

#### ANT-породы
ANT-породы (анортозит—норит—троктолитовые) — это породы, в которых преобладают плагиоклазы и пироксены с примесями оливина. Образовались 3,6 — 4,6 миллиарда лет в нектарский период. Являются продуктами падения метеоритов (импактитами времён последней тяжёлой бомбардировки) и метаморфизма. Эти породы испытывали интенсивное воздействие давления и температуры, которое почти полностью преобразовало их первичную структуру. Большинство ANT-пород представляют собой брекчии, и могут состоять из смеси пород, формировавшихся независимо.

#### KREEP-породы
Породы, включающие соединения калия (K), редкоземельных элементов (англ. Rare earth elements — REE) и фосфора (P). Согласно гипотезе Эдварда Бельбруно и Ричарда Готта эти породы возникли на самом раннем этапе формирования Луны в донектарский период при аккреции обломков от столкновения Земли с Теей 4,5 миллиарда лет назад.

#### Лунный реголит

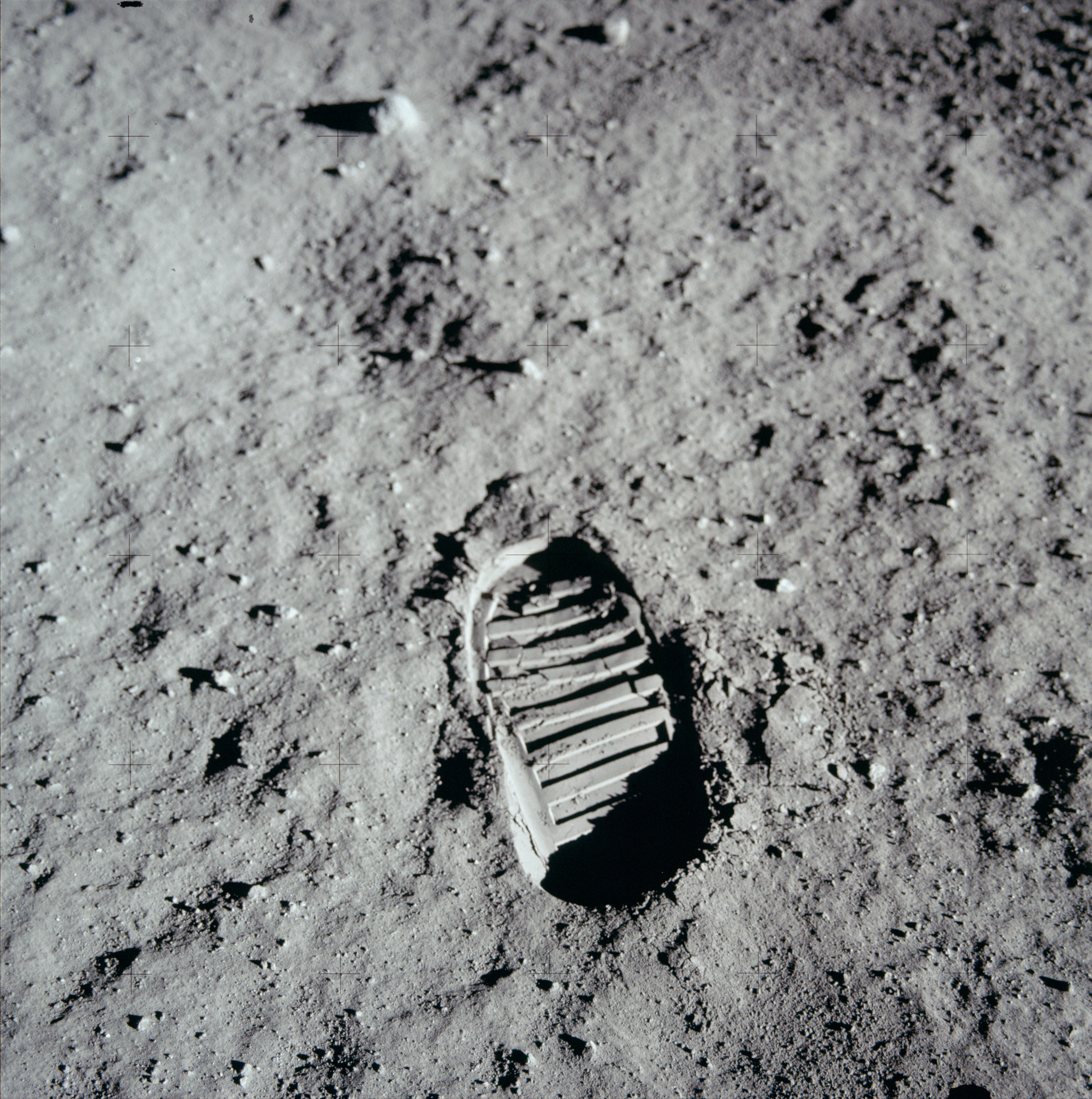
След от ботинка скафандра, оставленный американским астронавтом Баззом Олдрином на поверхности мелкозернистого реголита.

В узком смысле реголит является осадочной горной породой, образовавшейся при космическом выветривании и падении метеоритов. Основная масса реголита образовалась в коперниковский период после прекращения вулканической активности на Луне.

## Вулканическая активность
Ранее было распространённым мнение, что вулканизм на Луне закончился более 1 млрд лет назад.
Однако, спектрограммы лунного кратера Альфонс указывают на выход газов (молекулярного водорода и углерода) из центральной горки кратера. Считают, что это свидетельствует о вулканических явлениях на Луне или о тектонических перемещениях у её поверхности.
То есть данные наблюдения могут объясняться и тектоническими сдвигами на Луне, происходящими за счет гравитационного воздействия Земли, хотя интенсивное и довольно длительное выделение неоднократно зарегистрированных Н. Козыревым вулканических газов в лунном кратере Альфонс вряд ли можно объяснить тектоническими сдвигами лунного грунта, ведь земные землетрясения ничем не похожи на вулканические извержения (при землетрясениях практически никогда не бывает интенсивного выделения вулканических газов).

Геологическая карта Луны масштаба 1:2500000, главный редактор Оуян Цзыюань, подготовлена учреждениями: Институт геохимии Китайской академии наук, Цзилиньский университет, Шаньдунский университет, Институт геологии Китайской академии геологических наук, Китайский университет геонаук (Пекин), Институт географических наук и исследований природных ресурсов Китайской академии наук